# نوي (أرومية)
نوي (بالكردية: نۆڤی) هي إحدى القرى التابعة لـمرغور في ريف قسم سيلوانه من مقاطعة أرومية، في محافظة أذربیجان الغربیة الإيرانية.

## السكان
حسب إحصاءات سنة 2006، بلغ إجمالي السكان في نوفي 610 نسمة وعدد المساكن 104 مسكن. لغة سكان نوفي هي اللغة الكردية و هم من أهل السنة والجماعة والمذهب الشافعي.